# Circolare 800
La Circolare 800, emanata il 5 marzo 1931 a completamento della Circolare 200, relativa alle zone montane, fornisce le direttive per l'organizzazione difensiva delle zone boscose.

## Estremi della circolare
| Autorità emittente        | MINISTERO DELLA GUERRA Comando del Corpo di Stato Maggiore - Ufficio Operazioni                 |
| Luogo di emissione e data | Roma, 5 marzo 1931 - anno IX                                                                    |
| Protocollo                | N° 800 di prot. Riservato                                                                       |
| Allegati                  | 1 con 8 tavole                                                                                  |
| Oggetto                   | Direttive per l'organizzazione difensiva nell'interno di zone boscose alla frontiera orientale. |
| Firma                     | IL CAPO DI STATO MAGGIORE DELL'ESERCITO A. Bonzani                                              |

## Sintesi del documento
La Circolare 800 è organizzata su venti commi corredati da un allegato contenente otto tavole fuori testo.

La circolare è molto sintetica: se ne propone quindi il testo in versione pressoché integrale.

### Circolare 800 - Direttive per l'organizzazione difensiva nell'interno di zone boscose alla frontiera orientale
1. Le presenti direttive si riferiscono alle organizzazioni difensive da apprestarsi nell'interno di zone boscose, estese, profonde, caratterizzate da campo di vista e di tiro assai ristretto e da percorribilità fuori strada difficile e spesso limitata a soli uomini a piedi, tipiche della frontiera orientale.
2. La condotta della difesa nell'interno di queste zone si basa sui seguenti concetti fondamentali:
  - impedire in modo assoluto al nemico di valersi delle strade, con robusti sbarramenti delle strade medesime;
  - contrattaccare, possibilmente sui fianchi, il nemico obbligato ad avanzare fuori strada, ostacolato dalle difficoltà di farsi seguire attraverso il bosco dai mezzi di azione e di rifornimento necessari e trattenuto dai nostri elementi di sicurezza, con nuclei mobili, capaci di accorrere prontamente nelle varie direzioni e dotati di maggiori mezzi di azione.
3. L'organizzazione difensiva comprenderà perciò:
  - una zona di sicurezza;
  - sbarramenti a cavallo delle strade normali alla fronte da difendere;
  - una retrostante zona di schieramento.
4. La zona di sicurezza di profondità limitata a 200-300 m, deve svilupparsi davanti agli sbarramenti ed attraverso i tratti boscosi interposti in modo da impedire sorprese, segnalare tempestivamente alle truppe retrostanti l'avanzata nemica e ritardarla.
5. L'organizzazione della zona di sicurezza sfrutterà al massimo l'ostacolo passivo rappresentato dal bosco col sottobosco e comprenderà:
  - un reticolato speditivo lungo il margine anteriore;
  - appostamenti per vedette, squadre di fucilieri e mitragliatrici;
  - baracche e ricoveri di circostanza a ridosso di doline  e avvallamenti;
  - piste, segni convenzionali o tabelle indicatrici, collegamenti;
  - eventualmente reticolati speditivi retrostanti, collegati con bretelle a quello antistante per creare compartimenti stagni.
6. Gli sbarramenti dovranno essere costruiti a cavallo delle strade che attraversano la fronte sa difendere e dovranno rispondere ai seguenti requisiti:
  - impedire al nemico di valersi delle strade;
  - essere al sicuro da un colpo di mano;
  - poter agire con piena efficienza anche dopo un tiro di preparazione nemico;
  - essere atti a resistenza autonoma prolungata per parecchi giorni, anche se completamente accerchiati.
7. Essi comprenderanno, per ogni strada da sbarrare, due o più opere, permanenti o campali, armate con mitragliatrici e, eventualmente, appostamenti per cannoncino anticarro o per lanciabombe.
8. L'organizzazione dei fuochi dovrà:
  - assicurare l'arresto del nemico che avanzi lungo le strade o ai margini di esse;
  - esplicare in caso di accerchiamento, azione di fuoco in tutte le direzioni;
  - assicurare, per quanto possibile, l'appoggio e il fiancheggiamento reciproco delle opere che lo compongono.
9. Attorno allo sbarramento dovrà essere creato un conveniente campo di vista e di tiro mediante la completa eliminazione del sottobosco. Gli alberi di alto fusto potranno essere rarefatti mantenendo tuttavia lo sbarramento al coperto dalla osservazione aerea.
10. Gli sbarramenti dovranno essere circondati da un robusto reticolato con varchi chiudibili in corrispondenza della strada. Particolare importanza hanno le tagliate permanenti delle strade contro l'azione dei carri armati.
11. Gli sbarramenti delle strade più importanti saranno completamente, o in massima parte, costituiti da opere permanenti. Gli sbarramenti delle strade rimanenti saranno completamente, o in massima parte, costituiti da opere campali.
12. A titolo di esempio si uniscono uno schizzo dell'organizzazione di uno sbarramento di un crocicchio stradale ed alcuni tipi di opere permanenti.
13. Nella zona di schieramento vengono scaglionati in profondità le forze ed i mezzi destinati ad appoggiare e rinforzare l'azione delle truppe della zona di sicurezza e ricacciare, col fuoco e col contrattacco, le forze nemiche che fossero riuscite a sfondare in qualche punto.
14. L'organizzazione di questa zona deve rispondere ai concetti seguenti:
  - porre la fanteria in grado di muovere rapidamente contro le irruzioni nemiche;
  - porre l'artiglieria in grado di battere gli obiettivi più importanti e, per quanto possibile, di isolare con cortine di fuoco dai propri rinforzi le truppe nemiche che fossero riuscite a sfondare la zona di sicurezza di cui ai n. 4 e 5;
  - porre i comandi in grado di dirigere l'azione delle forze con un'estesa rete di collegamenti e di osservatori sopraelevati simili a quelli per l'artiglieria di cui al n. 16.
15. Per la fanteria l'organizzazione consisterà:
  - nella sistemazione degli alloggiamenti dei singoli nuclei;
  - nella creazione di piste e di sentieri da detti alloggiamenti verso la zona di sicurezza;
  - nell'assicurarsi il possesso delle strade e delle piste mediante postazioni di mitragliatrici, eventualmente con sbarramenti campali;
  - nella costruzione di reticolati speditivi, di appostamenti per gruppi fucilieri e per mitragliatrici.
16. Per l'artiglieria l'organizzazione consisterà nella costruzione di:
  - osservatori sopraelevati sul bosco, di circostanza sfruttando gli alberi, oppure eccezionalmente, osservatori metallici;
  - osservatori protetti a terra, del tipo già indicato nella circolare 200, in corrispondenza di punti particolarmente importanti;
  - piazzole per pezzi provvedendo allo sfrondamento o taglio delle piante di alto fusto intercettanti le traiettorie;
  - baracche e ricoveri per serventi e riservette per munizioni, sfruttando anfrattuosità locali e materiali di circostanza.
17. Soprattutto importante per la condotta della difesa è una rete multipla di collegamenti con filo e per radio e la possibilità di individuare colla osservazione le località più importanti da indicarsi con segnali sugli alberi, non visibili dal nemico e visibili dagli osservatori sopraelevati di cui ai numeri 14 e  16.
18. La costruzione degli sbarramenti delle strade più importanti ha la precedenza; sin dal tempo di pace si dovrà provvedere alla costruzione ed armamento delle opere permanenti, alla costruzione dei reticolati e delle tagliate, all'eliminazione del sottobosco ed alla rarefazione degli alberi ad alto fusto.
19. Sin dal tempo di pace saranno anche costruiti gli osservatori protetti a terra ed il basamento di quelli metallici sopraelevati. Inoltre dovranno essere stabiliti, in ogni particolare, l'ubicazione, la struttura, l'armamento delle opere campali e speditive da costruire a completamento delle opere permanenti.
20. In periodo di sicurezza o all'atto della mobilitazione si dovrà:
  - costruire le opere campali di cui al precedente comma;
  - aumentare, là dove occorra, l'efficienza dell'ostacolo passivo rappresentato da bosco e sottobosco sulla linea di sicurezza con tratti di reticolato speditivo;
  - completare in seguito in tutti i particolari l'organizzazione del sistema difensivo.